# Korfbal 1986-1987
Korfbalseizoen 1986-1987 is een korfbalseizoen van het KNKV. In dit seizoen telt de veldcompetitie een Hoofdklasse waarbij elk team 18 wedstrijden speelt en in de zaalcompetitie zijn twee Hoofdklassen waarbij elk team 14 wedstrijden speelt.

## Veldcompetitie KNKV
In seizoen 1986-1987 was de hoogste Nederlandse veldkorfbalcompetitie in de KNKV de Hoofdklasse; een poule met tien teams. Het kampioenschap is voor het team dat na 18 competitiewedstrijden de meeste wedstrijdpunten heeft verzameld. Een play-off systeem was niet van toepassing. Enkel bij een gedeelde eerste plaats zou er een beslissingswedstrijd gespeeld moeten worden. De onderste twee ploegen degraderen.

Hoofdklasse Veld
| pos | club           | gs | w  | g | v  | pnt | dv  | dt  | dt  |
| --- | -------------- | -- | -- | - | -- | --- | --- | --- | --- |
| 1.  | PKC            | 18 | 14 | 3 | 1  | 31  | 213 | 155 | +58 |
| 2.  | Fortuna        | 18 | 12 | 1 | 5  | 25  | 164 | 146 | +18 |
| 3.  | SCO            | 18 | 10 | 3 | 5  | 23  | 177 | 150 | +27 |
| 4.  | Oost-Arnhem    | 18 | 11 | 1 | 6  | 23  | 167 | 151 | +16 |
| 5.  | ROHDA          | 18 | 8  | 2 | 8  | 18  | 194 | 184 | +10 |
| 6.  | Die Haghe      | 18 | 7  | 2 | 9  | 16  | 181 | 189 | -7  |
| 7.  | DOS'46         | 18 | 6  | 4 | 8  | 16  | 153 | 163 | -10 |
| 8.  | Deetos         | 18 | 6  | 2 | 10 | 14  | 150 | 179 | -29 |
| 9.  | LDO            | 18 | 3  | 2 | 13 | 8   | 143 | 183 | -40 |
| 10. | Allen Weerbaar | 18 | 3  | 0 | 15 | 6   | 136 | 178 | -42 |

| Veldkampioen van Nederland 1987 |
| ------------------------------- |
| PKC                             |

## Zaalcompetitie KNKV
In seizoen 1986-1987 was de hoogste Nederlandse zaalkorfbalcompetitie in de KNKV de Hoofdklasse; twee poules met elk acht teams. Het kampioenschap is voor de winnaar van de kampioenswedstrijd, waarin de kampioen van de Hoofdklasse A tegen de kampioen van de Hoofdklasse B speelt.

 Hoofdklasse A
| pos | club          | gs | w  | g | v  | pnt | dv  | dt  | dt  |
| --- | ------------- | -- | -- | - | -- | --- | --- | --- | --- |
| 1.  | Oost-Arnhem   | 14 | 11 | 0 | 3  | 22  | 214 | 148 | +66 |
| 2.  | DKOD          | 14 | 10 | 1 | 3  | 21  | 220 | 153 | +67 |
| 3.  | Fortuna       | 14 | 9  | 1 | 4  | 19  | 216 | 181 | +35 |
| 4.  | LDO           | 14 | 8  | 1 | 5  | 17  | 187 | 174 | +13 |
| 5.  | AKC Blauw-Wit | 14 | 5  | 1 | 8  | 11  | 154 | 183 | +29 |
| 6.  | Groen Geel    | 14 | 4  | 3 | 7  | 11  | 169 | 211 | -42 |
| 7.  | SIOS          | 14 | 4  | 2 | 8  | 10  | 160 | 176 | -16 |
| 8.  | SAMOS         | 14 | 0  | 1 | 13 | 1   | 120 | 214 | -94 |

Hoofdklasse B
| pos | club        | gs | w  | g | v  | pnt | dv  | dt  | dt  |
| --- | ----------- | -- | -- | - | -- | --- | --- | --- | --- |
| 1.  | PKC*        | 15 | 11 | 0 | 4  | 22  | 209 | 149 | +60 |
| 2.  | SCO*        | 15 | 9  | 2 | 4  | 20  | 191 | 176 | +15 |
| 3.  | ROHDA       | 14 | 9  | 1 | 4  | 19  | 187 | 171 | +16 |
| 4.  | Wordt Kwiek | 14 | 7  | 2 | 5  | 16  | 167 | 172 | -5  |
| 5.  | Deetos      | 14 | 6  | 1 | 7  | 13  | 173 | 167 | +6  |
| 6.  | DOS'46**    | 15 | 5  | 4 | 6  | 14  | 179 | 190 | -11 |
| 7.  | Dalto**     | 15 | 6  | 0 | 9  | 12  | 171 | 184 | -13 |
| 8.  | Rapiditas   | 14 | 0  | 0 | 14 | 0   | 163 | 231 | -68 |

- = na de reguliere competitie had zowel PKC als SCO 20 punten verzameld. Om te beslissen welke ploeg eerste zou worden om zich te plaatsen voor de zaalfinale, moest er een beslissingswedstrijd worden gespeeld. Deze wedstrijd werd gespeeld op zaterdag 14 maart 1987 in Nijmegen en werd gewonnen door PKC met 16-10.

- - = na de reguliere competitie had zowel Dalto als DOS'46 12 punten verzameld. Om te beslissen welke ploeg negende zou worden en dus zou degraderen, moest er een beslissingswedstrijd worden gespeeld. Deze wedstrijd werd gespeeld op zaterdag 14 maart 1987 in Renkum en werd gewonnen door DOS'46.

De finale werd gespeeld op zaterdag 21 maart 1987 in de Groenoordhallen in Leiden.
| Hoofdklasse Finale |             |    |
|                    |             |    |
| A1                 | Oost-Arnhem | 12 |
| B1                 | PKC         | 8  |

| Zaalkampioen van Nederland 1987 |
| ------------------------------- |
| Oost-Arnhem                     |

## Prijzen
| Award                             | Winnaar             | Club        |
| --------------------------------- | ------------------- | ----------- |
| Beste Speler                      | Erik Wolsink        | Oost-Arnhem |
| Beste Speelster                   | Jacqueline van Beek | PKC         |
| Beste Debutant van het Jaar       | Gert-Jan Waterhout  | BEP         |
| Beste Debutante van het Jaar      | Jacqueline van Beek | PKC         |
| Coach van het Jaar                | Jan Wals            | Oost-Arnhem |
| Beste Scheidsrechter van het Jaar | Harry Brack         |             |